# Munera (Albacete)
Munera er en by og kommune i det sydøstlige Spanien i provinsen Albacete. Den har et indbyggertal på 3.395 (2024) indbyggere.